# Воробьёв, Эдуард Аркадьевич
Эдуа́рд Арка́дьевич Воробьёв (род. 25 октября 1938, Воронеж, СССР) — советский и российский военачальник, генерал-полковник (1988 г.). Первый заместитель главнокомандующего Сухопутными войсками России (1994—1995 гг.). Российский политический деятель, Депутат Государственной думы России второго (1996—1999 гг.) и третьего (2000—2003 гг.) созывов. Член Союза правых сил.

## Биография
Родился 25 октября 1938 года в Воронеже. Его отец, капитан РККА, погиб в 1945 году при освобождении города Бреслау (Вроцлав) в Великой Отечественной войне.

## Образование
Окончил Бакинское высшее общевойсковое командное училище имени Верховного Совета Азербайджанской ССР (1961; с отличием), Военную академию имени М. В. Фрунзе (1971; с золотой медалью (стипендия им. В. И. Ленина), Военную академию Генерального штаба (1981; с золотой медалью (стипендия им. М. И. Кутузова)).

## Военная служба
В 1957 году был призван в ряды Вооружённых сил СССР, до поступления в военное училище служил солдатом (стрелком-гранатометчиком). В 1961—1963 — командир стрелкового взвода в Прикарпатском военном округе. В 1963—1968 — командир мотострелкового взвода, затем роты в Группе советских войск в Германии. В 1968 году участвовал в операции по вводу советских войск в Чехословакию. Четыре года командовал мотострелковым полком во Львове (ПрикВО).
Командовал мотострелковой дивизией в Закавказском военном округе (город Ленинакан, Армянская ССР). Досрочно получил звание полковника. Генерал-майор (10.02.1981). В 1985—1986 — командующий 38-й общевойсковой армией Прикарпатского ВО. В 1986—1987 — первый заместитель командующего войсками Туркестанского военного округа, в состав которых входила 40-я армия, воевавшая в Афганистане. Занимался боевой подготовкой войск, направлявшихся для участия в Афганской войне. В 1987 по 1991 — командующий Центральной группой войск в Чехословакии, осуществлял вывод группировки советских войск из этой страны. Генерал-полковник (27.10.1988).
В октябре 1991 — июле 1992 — заместитель главнокомандующего Сухопутных войск по боевой подготовке. В июле 1992 руководил вводом батальонов миротворческих сил в Молдавию и был первым командующим Объединенными миротворческими силами в этой республике. Эти силы сумели пресечь развитие Приднестровского конфликта. В июле 1992—1995 — первый заместитель главнокомандующего Сухопутных войск Российской Федерации. В сентябре-ноябре 1992 находился в Таджикистане, где в период гражданской войны был уполномоченным Российской Федерации по вопросам пребывания войск Российской Федерации на территории Республики Таджикистан.
В декабре 1994 года отказался выполнять приказ Министра обороны Российской Федерации П. С. Грачева принять на себя руководство военной операцией в Чечне «ввиду её полной неподготовленности» и подал рапорт об увольнении из Вооружённых сил Российской Федерации. Прокуратура постановлением от 24 января 1995 года отказала в возбуждении в отношении его уголовного дела «за отсутствием состава преступления». В апреле 1995 уволен из армии «по состоянию здоровья».
Генерал-полковник Трошев Г. Н. в книге «Моя война. Чеченский дневник окопного генерала» приводит цитату Павла Грачева из газетной публикации о Воробьёве:

Открыто с самого начала против ввода войск выступал только Борис Громов, но и он не подавал в отставку до поры до времени, выжидал.
Ещё до ввода войск руководить операцией я назначил командующего войсками Северо-Кавказского военного округа генерал-полковника Митюхина Алексея Николаевича. А сам его подстраховывал. Но Митюхин, когда под станицей Слепцовской началась стрельба, запаниковал. Начал орать на подчиненных, растерялся. Я пробовал успокоить — не вышло. Потом позвонил ему: ты, говорю, видимо, «заболел», садись на вертолет и лети в Ростов.

Сам начал командовать. Но ведь я не мог, бросив все, заниматься только Чечнёй. Приглашаю первого заместителя командующего сухопутными войсками генерала Воробьёва. В Моздоке он отвечал за подготовку частей к боям. На совещаниях в штабе всегда четко и очень толково делал доклады: товарищ министр, такие-то части готовы идти в наступление, такие-то ещё готовятся… Он и сейчас в Государственной думе хочет выглядеть этаким бравым генералом — все знает, все умеет… Я объяснил ситуацию: Эдуард Аркадьевич, Митюхин заболел, сам бог велит вам возглавить операцию. И тут мой дорогой генерал Воробьёв, сильно покраснев и помолчав секунд 15-20, вдруг заявил: командовать отказываюсь. Как так? Я вам приказываю! А он: войска не подготовлены. Как это? Почему раньше молчали? Вот ваши доклады, вы отвечали за подготовку. Значит, вы меня обманывали? Вы знаете, чем это грозит? 15 лет или расстрел… Как хотите, отвечает, так и оценивайте, командовать не буду. В общем, отправил его в Москву, пригрозив судом. Он щелкнул каблуками.— 

Такие должностные лица, как Борис Громов, Валерий Миронов, Александр Лебедь, по-своему мотивировали недопустимость втягивания вооруженных сил в эту разборку. Но это не было услышано. Я уже не говорю о том, как это делалось практически. Почему главкомат Сухопутных войск не получил директиву министра или Генерального штаба о том, что планируется эта операция? СКВО подчиняется главкому Сухопутных войск. Главком должен был назначить главный штаб, который разрабатывал бы эту операцию вместе со штабом СКВО. Тогда Воробьёва или кого-то ещё могли бы назначить руководителем операции. Все то, что проявилось после начала активных действий, могло быть предусмотрено заранее, а не так, как это делалось, — по тревоге. Нужно было организовать взаимодействие предварительно, а не во время боевых действий. Взаимодействие между армией, Внутренними войсками, авиацией, вертолетчиками, ФСБ, другими силами. Должны были быть выполнены домашние заготовки, использован фактор внезапности. Ничего этого не было предусмотрено. Более того, меня туда посылали не для того, чтобы я руководил операцией, а чтобы я оказал помощь командующему СКВО генерал-полковнику Алексею Митюхину в организации работы на пункте управления. Мне сказали: там сплошной мат стоит, никто не знает, что делать, езжай туда, ты опытный, помоги. Если бы меня туда направляли для командования операцией, сначала меня пригласили бы в Генштаб, показали бы карту, кто-то доложил бы, как складывается обстановка.— 

## Политическая деятельность
Избирался депутатом Верховного Совета СССР по Ужгородскому территориальному избирательному округу, Верховного Совета Армянской ССР, Верховного Совета Украинской ССР 11-го созыва. В 1989 году был избран народным депутатом СССР, входил в депутатскую группу «Отечество».
В 1995 был избран депутатом Государственной думы России второго созыва от Автозаводского одномандатного избирательного округа. Также баллотировался по общефедеральному округу от избирательного блока «Демократический выбор России — Объединённые демократы». Был председателем подкомитета по вопросам строительства и комплектования Вооружённых Сил и других войск Комитета Государственной думы по обороне. Не входил в депутатские фракции. Работал над законами «О военной реформе в Российской федерации», «О гражданском контроле над военной организацией Российской Федерации», «О гражданской службе, альтернативной службе».
В 1999 году был избран депутатом Государственной думы России третьего созыва по списку Союза правых сил (СПС). Заместитель председателя Комитета Государственной думы по обороне. Член фракции СПС.
В 2003 году баллотировался в депутаты Государственной думы России по списку СПС. В 2005 году баллотировался в Московскую городскую думу по списку «Яблока» (в который вошли представители СПС).
После избрания в Государственную Думу второго созыва вступил в партию «Демократический выбор России» (ДВР), был членом политсовета ДВР. 23 апреля 2000 года на учредительном съезде был избран в состав политсовета движения «Либеральная Россия», однако в одноимённую партию не вошёл. Член федерального политсовета СПС. До января 2006 был председателем Московского городского отделения СПС. Был советником директора Института экономики переходного периода Егора Гайдара.
Безуспешно пытался избраться в Государственную думу пятого созыва (2007). После развала «Союза правых сил» в 2008 году перешёл в партию «Правое дело». В 2011 году покинул и её, после чего от активной политической деятельности отошёл.

## Награды
- Орден «За личное мужество» (1993) — за действия по руководству войсками России в Таджикистане и личное участие в стабилизации обстановки вокруг российских войск (указом Президента России от 2 марта 1993 года)
- Орден Красной Звезды (1990)
- Орден «За службу Родине в Вооружённых Силах СССР» II степени (1975)
- Орден «За службу Родине в Вооружённых Силах СССР» III степени (1985)
- Медаль «В память 850-летия Москвы»
- Медаль «В ознаменование 100-летия со дня рождения Владимира Ильича Ленина»
- Юбилейная медаль «Двадцать лет Победы в Великой Отечественной войне 1941—1945 гг.»
- Медаль «Ветеран Вооружённых Сил СССР»
- Медаль «За укрепление боевого содружества»
- Юбилейная медаль «50 лет Вооружённых Сил СССР»
- Юбилейная медаль «60 лет Вооружённых Сил СССР»
- Юбилейная медаль «70 лет Вооружённых Сил СССР»
- Медаль «За безупречную службу» I, II, III степеней
- Именное огнестрельное оружие от Министра обороны Российской Федерации (16 мая 1994) — за достигнутые успехи в деле укрепления боевой мощи Вооружённых сил Российской Федерации и проявленные при этом инициативу, настойчивость и высокий профессионализм

Иностранные награды:
- Медали «За укрепление дружбы по оружию» в золоте и в серебре (ЧССР)